# Homer Newton Bartlett
Pour les articles homonymes, voir Bartlett.
Homer Newton Bartlett, né le 28 décembre 1845 à Olive, État de New York, et mort le 3 avril 1920 à Hoboken, New Jersey, est un pianiste, organiste et compositeur américain.

## Biographie
Homer Newton Bartlett naît le 28 décembre 1845 dans l'état de New York. Il est l'élève de Max Braun et de Joseph Jacobsen. Il est aussi organiste à l'Église baptiste de Madison Avenue à New York pendant trente et un ans. Il est l'un des fondateurs de l'American Guild of Organists.

## Œuvres
Son premier numéro d'opus, une Grande Polka de Concert, a connu un succès considérable.

### Opéras
- La Vallière
- Hinotito (inachevé)

### Oratorio
- Samuel

### Cantate
- The Last Chieftain (Boston, 29 janvier 1891)

### Musique symphonique
- Apollo

### Musique orchestrale
- Concerto pour violon
- Concerto pour violoncelle

### Musique de chambre
- Sextuor pour flûte et cordes
- Quatuors

### Musique vocale
Il écrit environ quatre-vingt mélodies ainsi que des anthems et des carols.

## Sources
- Nicolas Slonimsky, Alain Paris et Marie-Stella Paris, Dictionnaire biographique des musiciens, R. Laffont, 1995 (ISBN 2-221-06510-7, 978-2-221-06510-5 et 2-221-06787-8, OCLC 33096600, lire en ligne)